# 동아시아 포괄적 경제 동반자 협정
동아시아 포괄적 경제 동반자 협정(東Asia 包括的 經濟 同伴者 協定, Comprehensive Economic Partnership for East Asia, CEPEA)은 일본이 제안한 무역 협력 및 자유 무역 협정 구상으로 일본어로는 동아시아 포괄적 경제 제휴 협정(일본어: 東アジア包括的経済連携協定)이라 불린다. 동남아시아 국가 연합 10개국에 대한민국, 일본, 중화인민공화국, 인도, 오스트레일리아, 뉴질랜드를 더한 총 16개국이 단일 무역권을 형성하는 것을 목표로 하여, 일본이 제안한 지역 경제 협력 구상이다. 동아시아 포괄적 경제 동반자 협정 구상은 역내 포괄적 경제 동반자 협정에 통합되었다.

## 역사
2006년 4월 7일, 일본의 니카이 도시히로 당시 경제산업대신이 대한민국과 중화인민공화국에 의해 추진된 동아시아 자유 무역 지대(EAFTA) 구상에 대해, 관세 철폐뿐 아니라 투자와 지식 재산권 등에 대해서도 논의해야 한다고 주장하며, 동아시아 포괄적 경제 동반자 협정, 동아시아판 경제협력개발기구, 아시아 인재 기금을 포괄하는 '이중 이니셔티브'의 일환으로 제안했다.
2008년과 2009년에 동남아시아 국가 연합이 각각 인도와 오스트레일리아, 뉴질랜드와 자유 무역 협정에 조인하면서 논의에 속도를 얻기 시작했다.
동아시아 포괄적 경제 동반자 협정 구상은 일본에 의해 동아시아-ASEAN 경제 연구 센터(ERIA)의 설립과 함께 발전했다. 두 기구는 서로 자유화와 협력을 지원하도록 설계되었다.
참여 대상 국가 16개국 중 인도, 오스트레일리아, 뉴질랜드를 제외한 13개국은 동아시아 포괄적 경제 동반자 협정 구상과 동시에 동아시아 자유 무역 지대 구상에 대해 논의했다. 두 구상은 서로를 대체하지 않으며, 동시에 추진되었다.
동아시아 정상회의는 2007년 11월 21일의 제3차 회의에서 동아시아 포괄적 경제 동반자 협정 구상에 대한 최종 보고서를 제4차 회의에서 제출받아야 한다는 데에 합의했다.
2009년 10월 25일 개최된 동아시아 정상회의 제4차 회의의 최종 보고서는 다음과 같이 언급했다.

19. 우리는 투 트랙 연구 그룹의 동아시아 포괄적 경제 동반자 협정(CEPEA)에 대한 II단계 최종 보고서를 확인했으며 2009년 8월 15일 방콕에서 개최된 고위급 경제 회담에서 I단계와 II단계 보고서에 대해 의논하고 검토한 경제 부처 장관들의 결정을 환영하는 바이다. CEPEA와 동아시아 자유 무역 지대(EAFTA)는 동시에 검토될 수 있다.

그 전날 개최된 아세안+3 13개국의 회의 보고서는 다음과 같이 언급했다.

13. 우리는 동아시아 자유 무역 지대(EAFTA)의 실현 가능성에 대한 II단계 최종 보고서를 확인했으며 2009년 8월 15일 방콕에서 개최된 고위급 경제 회담에서 I단계와 II단계 보고서의 제안에 대해 의논하고 검토한 아세안+3 협의의 결정을 환영하는 바이다. EAFTA와 동아시아 포괄적 경제 동반자 협정(CEPEA)은 동시에 검토될 수 있다.

2010년 4월 9일 개최된 제16차 동남아시아 국가 연합 정상회의 의장 성명은 다음과 같이 언급했다.

30. 우리는 동아시아 자유 무역 지대(EAFTA)와 동아시아 포괄적 경제 동반자 협정(CEPEA)에 대한 연구 양쪽의 제안에서 이 구상들이 포괄적 지역 통합을 추진한다는 것을 확인했다. 우리는 2010년 10월의 제17차 동남아시아 국가 연합(ASEAN) 정상회의에서 더 발전한 보고서를 제출받고 대화 상대방들과 함께 ASEAN을 중핵으로 한 지역 구조의 미래 방향성에 대해 논의하기를 희망한다.

16개국이 참여하는 워킹그룹이 경제 협력, 원산지 규정, 통관 절차, 관세 품목 분류를 연구하기 위해 2010년 8월까지 설립되었다.
2011년 8월 일본과 중화인민공화국이 공동 제안한 'EAFTA 및 CEPEA 구축을 가속하기 위한 이니셔티브(Initiative on Speeding up the Establishment of EAFTA and CEPEA, EAFTAおよびCEPEA構築を加速させるためのイニシアチブ)'를 통해 역내 포괄적 경제 동반자 협정으로 통합되었다.

## 참여 대상 국가
- 동남아시아 국가 연합 회원국 10개국
  -  인도네시아
  -  말레이시아
  -  필리핀
  -  싱가포르
  -  태국
  -  브루나이
  -  베트남
  -  라오스
  -  미얀마
  -  캄보디아

- 아세안+3의 동아시아 3개국
  -  대한민국
  -  일본
  -  중화인민공화국

- 그 외 3개국
  -  인도
  -  오스트레일리아
  -  뉴질랜드

## 같이 보기
- 경제 협력 협정
- 동아시아 정상회의
- 역내 포괄적 경제 동반자 협정
- 일본의 대외 관계